# (34173) 2000 QY37
2000 QY37 (asteroide 34173) é um asteroide da cintura principal. Possui uma excentricidade de 0.17282810 e uma inclinação de 12.87299º.
Este asteroide foi descoberto no dia 24 de agosto de 2000 por LINEAR em Socorro.